# Ruta lindsayi
Ruta lindsayi — вид квіткових рослин родини Рутові (Rutaceae), ендемік Туреччини. Колекціонер назвав R. lindsayi досить гарною рослиною, ≈ 9 дюймів заввишки (23 см), з жовтими квітами у тісних плоских суцвіттях.

## Опис
Багаторічна рослина. Листки вузько-еліптично-ланцетні або ланцетні загострені до основи, сидячі, довжиною 1–2 см, шириною 2–4 мм, коротко опушені. Щиток щільний. Приквітки широко яйцеподібні, гострі, біло-волосаті, довжиною менше 1 см і шириною 6 мм. Чашолистки тупокінцеві, 2–5 × 3.5 мм, значно більш біло-опушені й війчасті. Пелюстки широкі овальні, кінчик закруглений, 8 × 7 мм, гладкі, сухі, жовтувато-золоті.

## Поширення
Ендемік Туреччини